# Burg Rhein
Die Burg Rhein ist eine Deutschordensburg in Ryn, Woiwodschaft Ermland-Masuren (Polen). Sie war wechselweise Sitz eines Komturs der Deutschordenskommende Rhein oder eines Pflegers der Deutschordenskommende Balga. Nach der Säkularisierung des Ordensstaates 1525 wurde die Burg zum Sitz des Amtes Rhein.

## Geschichte

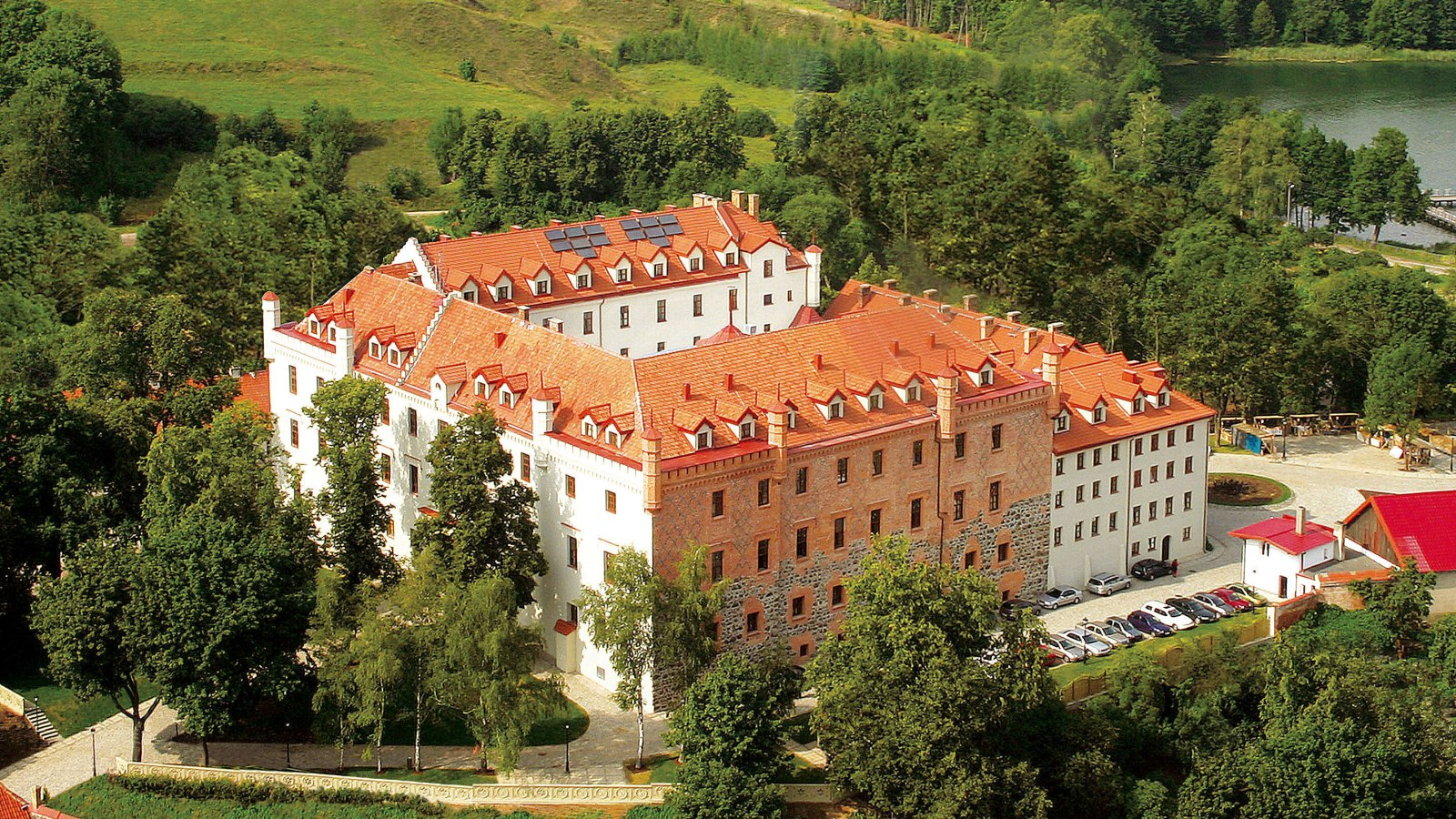
Burg Rhein nach der Renovierung (Aufnahme 2014)

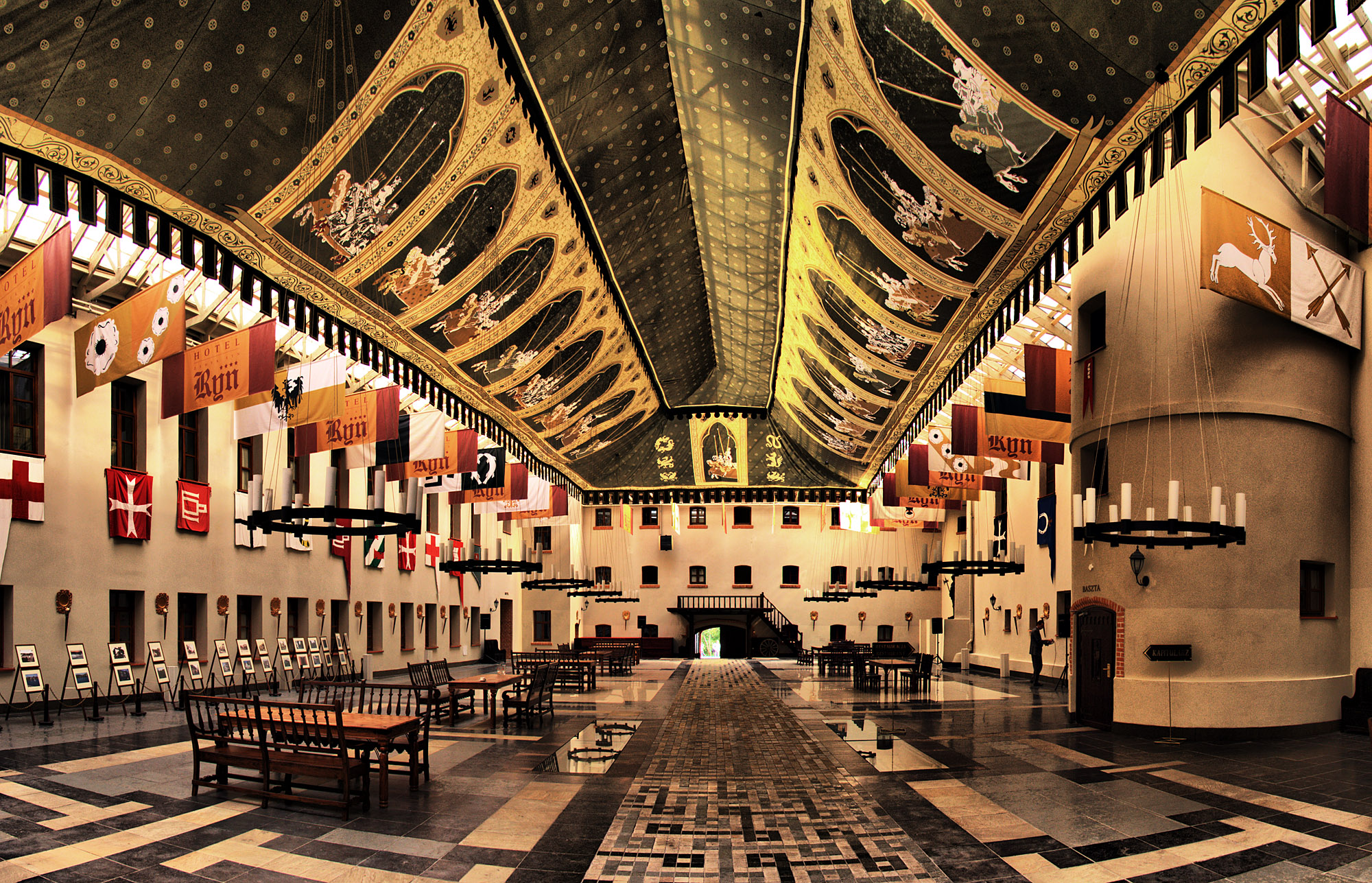
Ritterhalle der Burg Rhein

Im Jahre 1377 ließ der Hochmeister des Deutschen Ordens, Winrich von Kniprode auf einer Anhöhe einer Engstelle zwischen den beiden Seen Ollofsee und Rheinersee eine Burg angelegen. Die Burg zur Ryne (1339 Renus von baltisch renis – Wasserrinne) wurde an der Stelle einer früheren prußischen Wallanlage errichtet. Die Region gehörte ursprünglich zur Stammesregion der Galinder, nach deren Unterwerfung durch den Orden zur Deutschordenskommende Balga. Vermutlich entstand zusammen mit der Ordensburg auch eine Siedlung, die jedoch erst 1405 urkundlich erwähnt wird. Bei Ausgrabungen im Burgareal wurden aber keine Spuren einer prußischen Burg oder Siedlung entdeckt. Dagegen konnten Fundamente einer kleinen gemauerten, deutschen Vorgängerburg nachgewiesen werden, die diagonal zum heutigen Bau gestellt war.
Die Burg Rhein war nach Herrmann ursprünglich als rechteckige Kastellburg mit Seitenlängen von 52 × 44,5 m konzipiert. Sie besitzt ein hohes, ca. 1,3 Meter über das Bodenniveau reichendes Feldsteinfundament, dessen Lücken mit Mörtel, Backsteinschutt und kleineren Steinen ausgefüllt sind. Die Mauern bestehen aus Ziegeln des Formats 29 × 14 × 8–9 cm.
Bezogen auf die Nordrichtung steht die Burg über Eck. Jackiewicz-Garniec und Garniec stellen jedoch die Möglichkeit in den Raum, dass die Burg ursprünglich als Pflegerburg konzipiert wurde, und erst später der Bauplan geändert wurde. Die Burg wurde jedoch während der Ordenszeit nicht als Kastellburg fertiggestellt. Realisiert wurden die Umfassungsmauern und der südöstliche Komturflügel (ca. 44,5 × 17 m). Dieser weist durch einige Ziegellagen vorkragende Verstärkungen an den Ecken auf. Die Flächen dazwischen sind mit Rautenmustern geschmückt; das Rautenmuster wird durch schwarz gebrannte Backsteine gebildet. Der zweigeteilte Komturflügel war im kürzeren, südöstlichen Teil drei Geschosse hoch, im längeren südlichen Teil (heutiger ziegelsichtiger Teil mit den Rautenmustern) hatte er vier Geschosse. In den Grundmauern angelegt, aber vermutlich niemals ausgeführt, sind zwei diagonal zum Mauerverlauf gestellte quadratische Wehrtürme mit ca. 13 m Seitenlänge an der Nord- und Westecke des Rechtecks. Ursprünglich lag im Nordosten der Burg eine Vorburg, die heute nicht mehr erhalten, aber durch Ausgrabungen nachgewiesen ist.
Im 17. Jahrhundert wurden schließlich der Nordostflügel und ein Treppenturm errichtet. Dabei wurde Ziegelmaterial aus der südwestlichen und nordöstlichen Umfassungsmauer genommen; die Mauern wurden entsprechend deutlich niedriger. 1657 wurde die Burg durch Tataren belagert und erlitt Brandschäden. 1798 wurde schließlich der Salzspreicher auf den Fundamenten des Nordwestflügels errichtet.
1853 wurde die gesamte Anlage zur Strafanstalt umgebaut. Das Äußere der Anlage erhielt eine neogotische Stilausrichtung und wurde insgesamt verputzt. Die schmalen Ziertürmchen an den Ecken stammen aus dieser Zeit. 1881 brannten der Nordwestflügel und der westliche Teil des Südwestflügels bis auf die Umfassungsmauern aus. Sie wurden anschließend wieder aufgebaut.
1945 nutzte die Stadt Ryn das Gebäude. Untergebracht waren ein Heimatmuseum, eine Kunstgalerie, eine Bibliothek und verschiedene Ämter. 2001 wurde die Burg verkauft und in ein Hotel- und Kongresszentrum umgebaut. Besonderer Wert wurde auf die Erhaltung und Freilegung alter Bausubstanz gelegt. Beispielsweise wurde in Kellerräumen mit Kreuzgratgewölben das Schwimmbad eingebaut.
Die Burg war von 1393 bis 1397 Sitz der neu gegründete Deutschordenskommende Rhein|, wurde dann aber wieder zur Pflege der Komturei Balga herabgestuft. 1418 wurde Rhein erneut Komtursitz, und sank 1422 nochmals zum Rang einer Pflege herab. 1464 zwischenzeitlich wieder Sitz eines Komturs, wurde die Burg Rhein 1477 nun für etwas längere Zeit Komtursitz und blieb es bis zur Säkularisierung des Ordensstaates (und Umwandlung in das weltliche Herzogtum Preußen) im Jahre 1525. Danach wurde die Kommende in ein herzogliches Amt umgewandelt, das Amt Rhein. Die Burg Rhein blieb Amtssitz bis 1752.

## Galerie

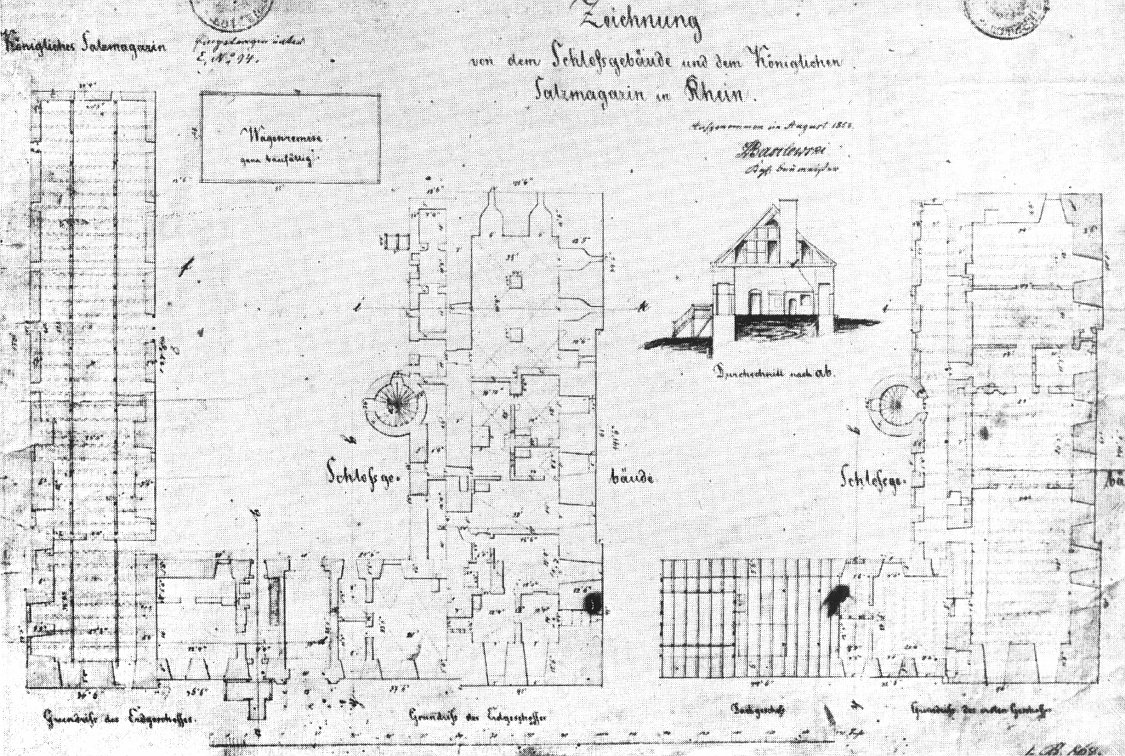
Grundrisskarte der Burg von 1853
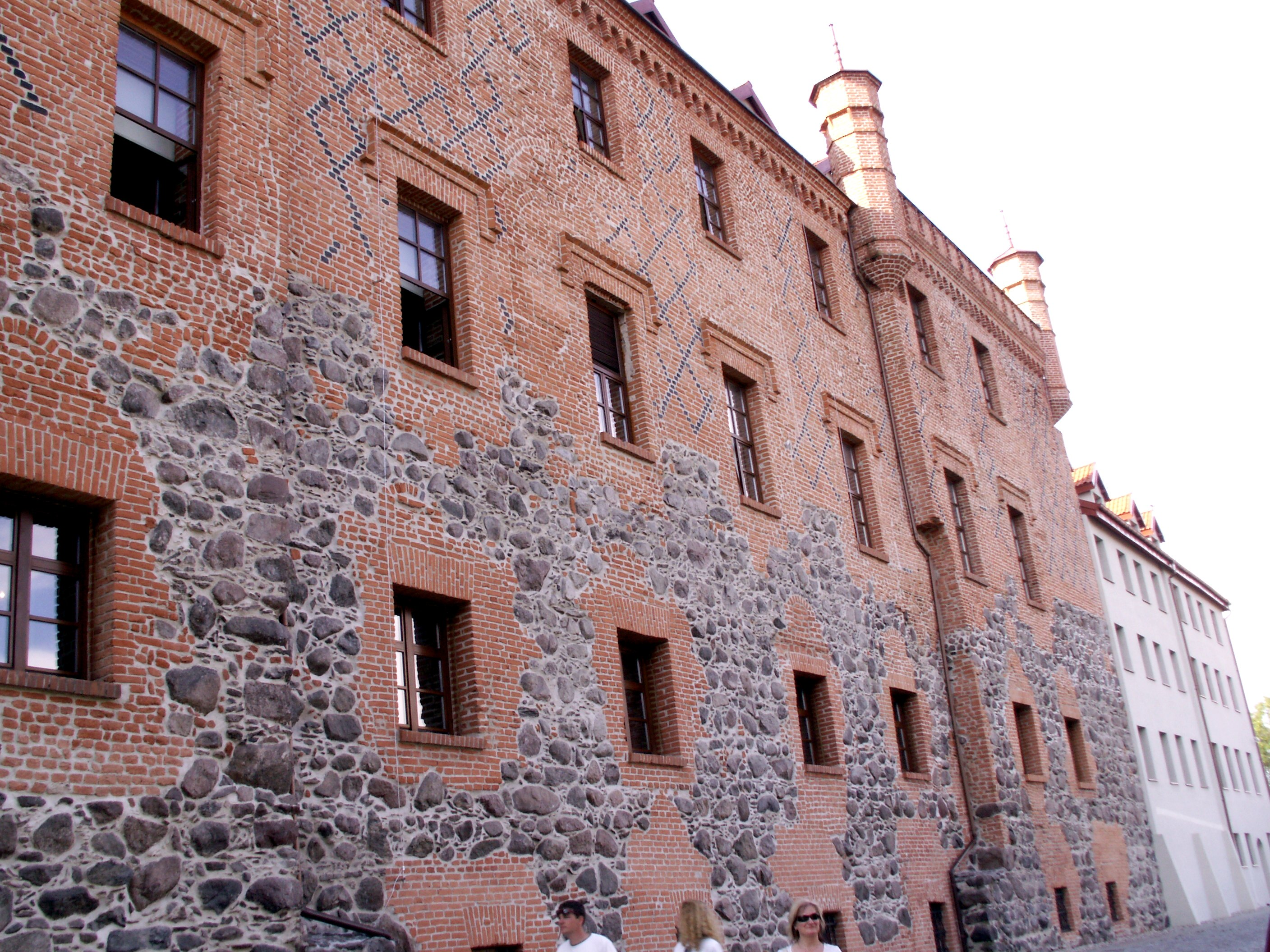
Altes Mauerwerk der 1376 erbauten Burg Rhein, die später stark verändert wurde
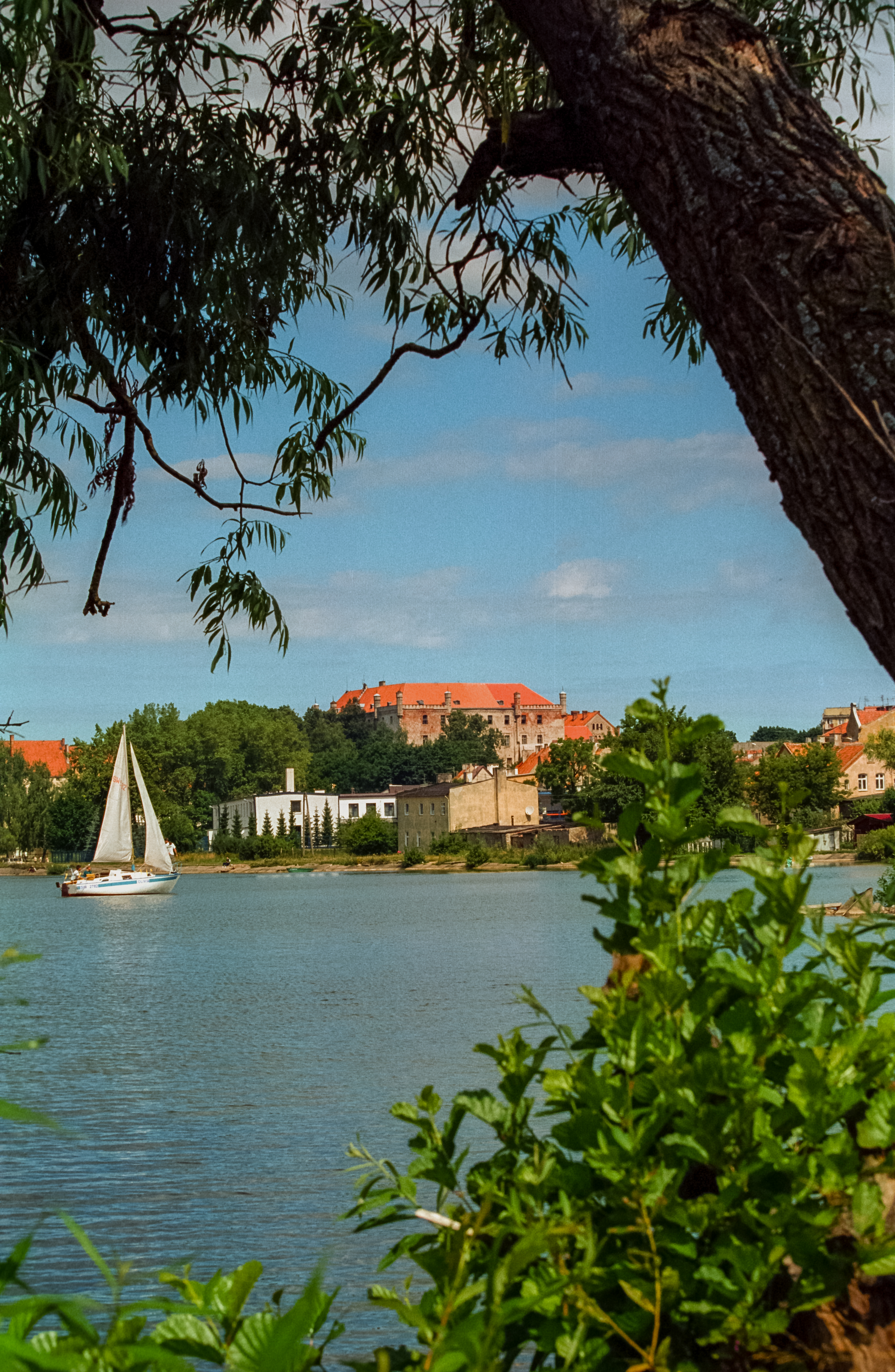
Burg Rhein
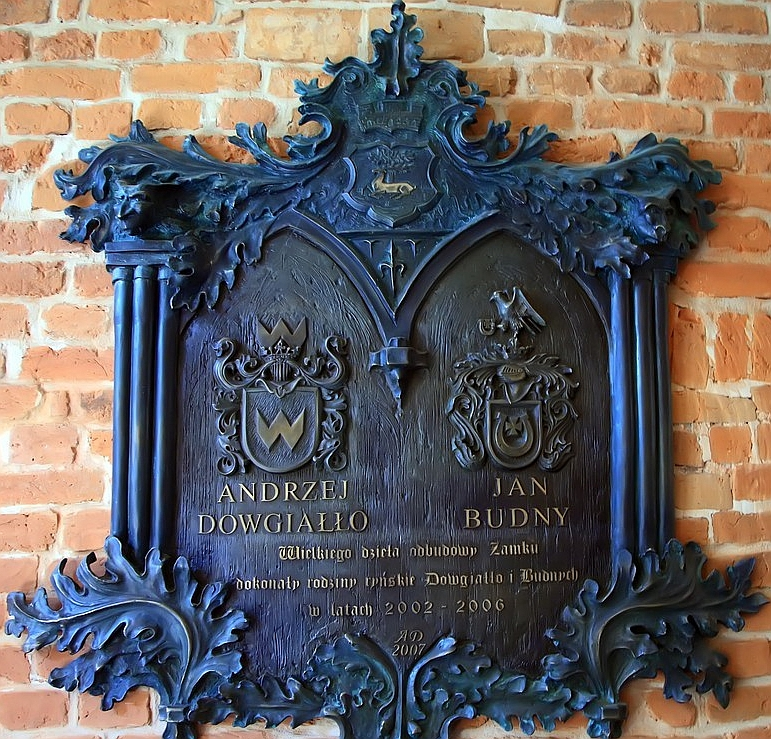
Wappen in der Burg
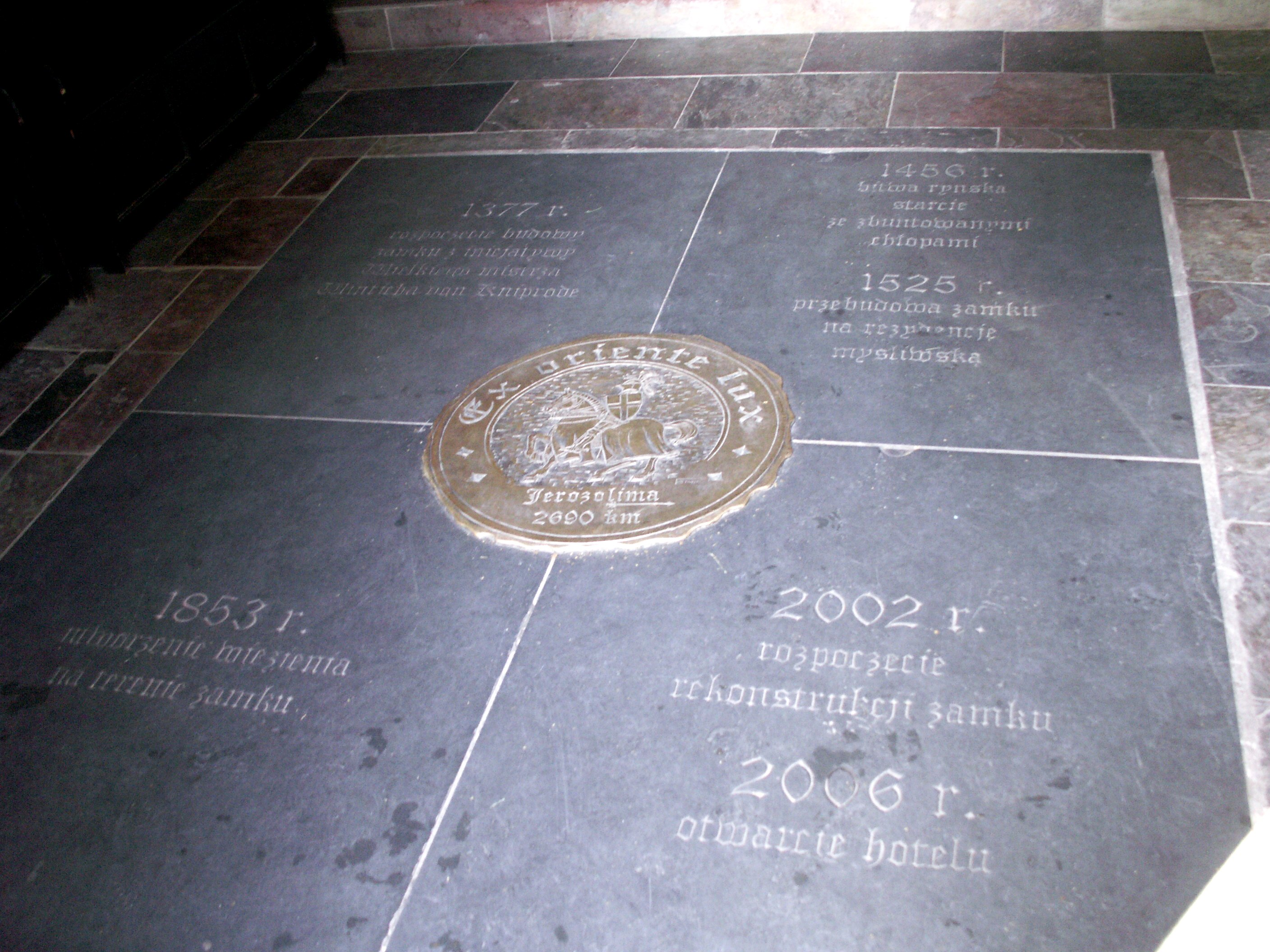
Bodenplatte in der Burg
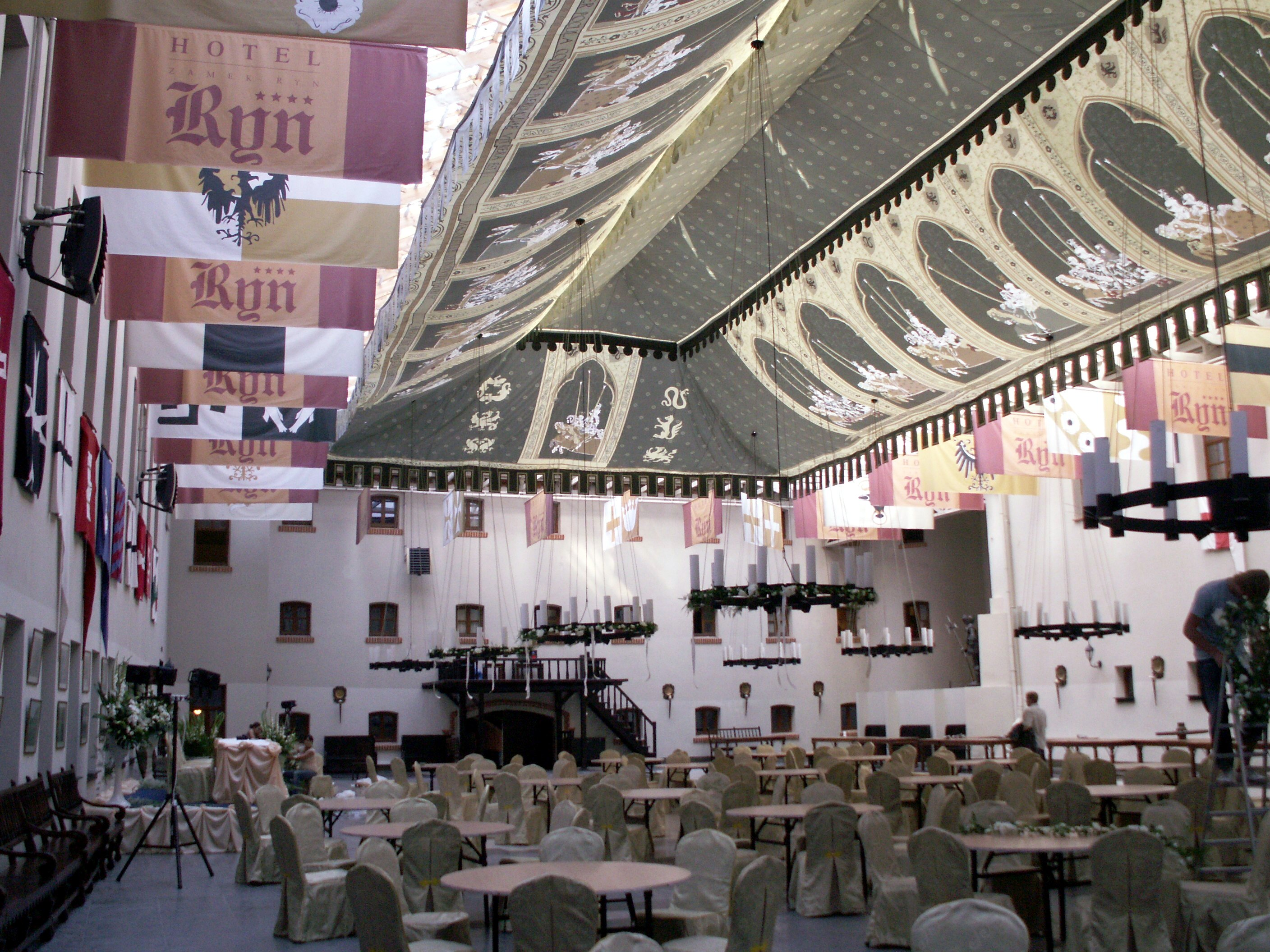
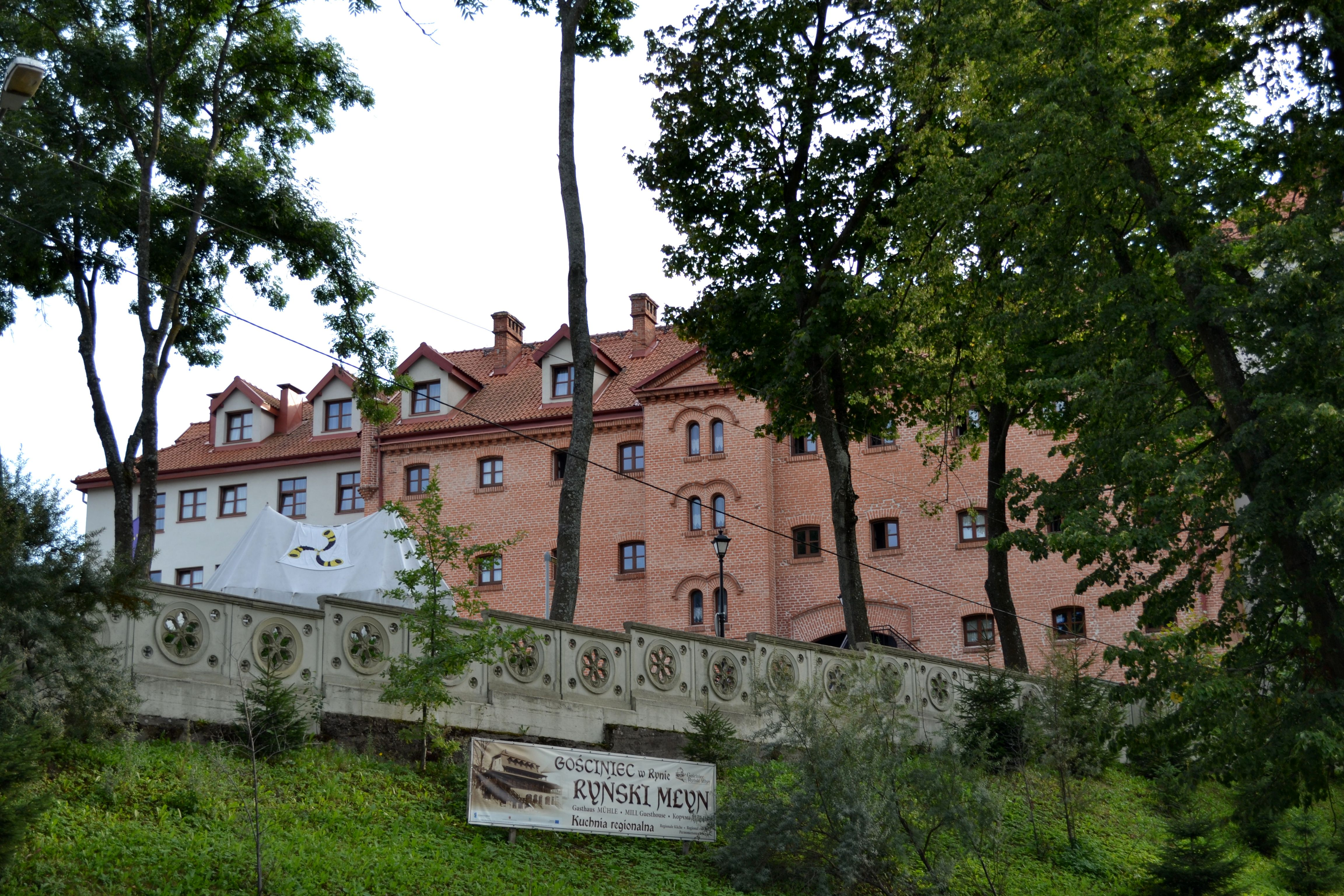

- Christofer Herrmann: Burgen im Ordensland Preussen: Handbuch zu den Deutschordens- und Bischofsburgen in Ost- und Westpreussen. Michael Imhof Verlag, 2015, hier S. 134–137.
- Malgorzata Jackiewicz-Garniec, Miroslaw Garniec: Burgen im Deutschordensstaat Preußen. Pomesanien Oberland Ermland Masuren. Studio Arta, Olsztyn, 2009, hier S. 386–394.
- Tomasz Torbus: Die Konventsburgen im Deutschordensland Preussen. Oldenbourg, München, 1998 Heidelberger historische Bestände – digital  (hier Download möglich), hier S. 609–614.